# Belg
Belg là một xã thuộc huyện Rhein-Hunsrück bang Rheinland-Pfalz, phía tây nước Đức. Xã Belg có diện tích 4,79 km², dân số thời điểm ngày 31 tháng 12 năm 2006 là 149 người.